# Витемор Лејк (Мичиген)
Витемор Лејк (Мичиген) (енгл. Whitmore Lake) насељено је место без административног статуса у америчкој савезној држави Мичиген.

## Демографија
По попису из 2010. године број становника је 6.423, што је 151 (-2,3%) становника мање него 2000. године.
| Група             | 2000.         | 2010.         |
| Белци             | 6.253 (95,1%) | 6.019 (93,7%) |
| Афроамериканци    | 61 (0,9%)     | 63 (1,0%)     |
| Азијати           | 31 (0,5%)     | 38 (0,6%)     |
| Хиспаноамериканци | 96 (1,5%)     | 150 (2,3%)    |
| Укупно            | 6.574         | 6.423         |